# Kniphofia northiae
Kniphofia northiae es una planta herbácea de la familia Xanthorrhoeaceae. Es originaria del sur de África.

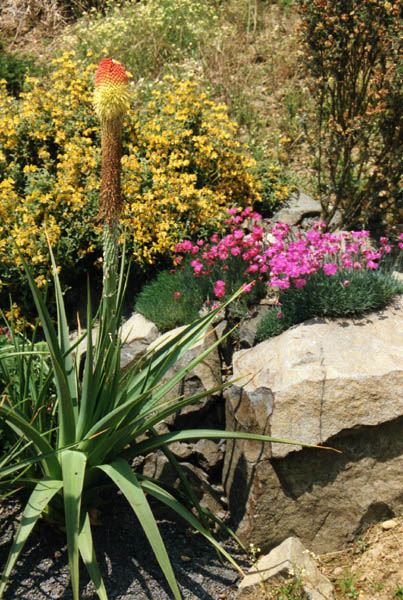
Inflorescencia

## Descripción
Es una planta solitaria, con tallos simples, o rara vez, ramificada desde la base, alcanza un tamaño de hasta 1,7 m de altura. Las hojas dispuestas en una roseta en el ápice del tallo, son recurvadas, rígidas en la textura, de 0,5-1,5 m de largo, 3,5 a 12 cm de ancho, con el margen muy serrado. El escapo es grueso, de 200-300 mm de altura, en forma de racimo cilíndrico a ovoide, muy denso, de 100-200 x 50-60 mm, con las flores blanquecinas (típico) o rojo-anaranjado en la apertura cambiando a flores amarillas en Transkei. La fruta subglobosa, de 8 mm de largo.

## Distribución y hábitat
Se encuentra en áreas de montaña a una altitud de 1 500-2 800 m en el césped o en las laderas pedregosas escasamente arboladas en la Provincia Oriental del Cabo, KwaZulu-Natal, Midlands y la región de Drakensberg y Lesoto oriental, con valores extremos en altitudes más bajas en el este del Cabo Transkei y cerca de Pietermaritzburg.

## Taxonomía
Kniphofia northiae fue descrita por  John Gilbert Baker y publicado en Gard. Chron. 43, en el año (1891). 1889.
Sinonimia
- Tritoma northiae (Baker) Skeels[5]